# Kazaky
I Kazaky sono una boy band ucraina, nata a Kiev nel 2010, formata da cinque ballerini professionisti. Il gruppo è conosciuto principalmente per le coreografie omoerotiche, eseguite principalmente su tacchi a spillo.
La parola Kazaky è una variazione del termine significante "cosacchi" in ucraino (Козаки, "Kozaky") e in russo (Казаки, "Kazaki").
Sebbene vi sia una pausa temporanea nel 2016, che i Kazaky annunciano sulla loro pagina ufficiale di Facebook, dopo tre anni d'inattività decidono di riformare il gruppo, e nel 2019 viene pubblicato su YouTube il loro primo singolo dopo oltre tre anni. Il nuovo videoclip vede la partecipazione dei neo membri Vlad Koval e Evgeny Goncharenko.

## Storia

### 2010-11: Formazione e pubblicazione singoli
I Kazaky si sono formati nel 2010, nati da un'idea del coreografo e ballerino Oleg Zhezhel. Inizialmente il gruppo era composto oltre che dal Zhezhel anche da Kyryll Fedorenko, Stas Pavlov, ai quali in seguito si unirà anche Arthur Gasparyan.
Il loro debutto è avvenuto nel 2010 con il rilascio del primo singolo In The Middle, grazie al quale hanno vinto il premio Breakthrough of the Year ai Myway Dance Awards dello stesso anno. Il video del singolo è diventato virale su YouTube. Nei primi mesi del 2011, i Kazaky pubblicano il loro secondo singolo, Love diventato un successo commerciale ancora più grande del loro precedente singolo con milioni di visualizzazioni del nuovo video su YouTube. Dopo sei mesi dal debutto i Kazaky hanno ricevuto decine di recensioni dai giornali internazionali più famosi, come il New York Post, GQ, Billboard, DNA Magazine, Attitude, Dorian Magazine, Instinct, HONK!, L'Officiel, Los Angeles Times, The New York Times, GOSSIPS Japan ecc. lodando il loro stile audace ed eccentrico. I più famosi designer Stefano Gabbana, Prabal Gurung, Francesco Scognamiglio, Nicola Formichetti, hanno mostrato il loro interesse per il progetto. Dopo essere stati notati dai fratelli stilisti Dan e Dean Caten, vengono invitati ad esibirsi per il marchio Dsquared² al Fashion Show Life Ball e successivamente per la collezione Primavera/Estate 2012 Men`s Show per la settimana della moda di Milano. Nel luglio 2011 il gruppo intraprende un tour negli Stati Uniti, dove si esibiscono in vari club. Il 16 luglio presso il Providence Club di New York e il 17 luglio allo Score Night Club di Miami in Florida, presentando per la prima volta il singolo I'm Just A Dancer. Nell'agosto 2011, Stas Pavlov lascia il gruppo e viene sostituito dall'italiano Francesco Borgato. A novembre 2011 ottengono una candidatura come migliori artisti ucraini agli MTV Europe Music Awards 2011, nel mese di dicembre invece rilasciano il singolo Time.

### 2012-13:The Hills ChronicleseI Like It
Nel 2012 la nuova formazione rilascia due singoli, Dance and Change e Last Night entrambi accompagnati dai video. A marzo appaiono come un cameo nel videoclip di Girl Gone Wild di Madonna e successivamente il 22 ottobre rilasciano il loro primo album The Hills Chronicles. Il 26 febbraio del 2013 Borgato annuncia la separazione dal gruppo per intraprendere la carriera da solista e il vecchio componente del gruppo Stas Pavlov ritorna subito dopo nella formazione in tempo per il rilascio del nuovo singolo e video Crazy Law il 4 marzo del 2013. Il singolo fa parte del nuovo album del gruppo I Like It creato per essere rilasciato in due parti. La prima parte è stata presentata il 9 giugno 2013 mentre la seconda il 12 dicembre, i singoli estratti dall'album sono stati Touch Me e quello promozionale Doesn't Matter.
Nel dicembre del 2013 il fondatore Zhezhel ha annunciato, sulla pagina Facebook ufficiale, che non si sarebbe più esibito lasciando il gruppo come un trio, continuando comunque a creare la musica e le coreografie per i Kazaky, ribadendo che non avrebbe abbandonato.

### 2014–16: Abbandono di Pavlov, nuovi singoli e pausa del gruppo
Nel 2014, escono i seguenti singoli The Sun, Magic Pie e Pulse il cui video è stato diretto da Radislav Lukin, e il singolo promozionale Horizon. Il 29 settembre, 2014, i Kazaky partecipano al singolo Strange Moves del gruppo ucraino The Hardkiss, nel video si vede anche la collaborazione di Oleg Zhezhel assieme ai suoi compagni. Sempre nel 2014, Stas Pavlov abbandona nuovamente il gruppo, e viene presto sostituito dal nuovo ballerino Artemy Lazarev. Il 22 gennaio 2015 viene pubblicato il singolo e il video di What You Gonna Do. Del 2015 spiccano altri brani eccezionali e di gran successo come Milk-Choc e Your Style. pubblicati rispettivamente a il 26 giugno e il 22 novembre.
Nel giugno 2016 i Kazaky annunciarono sulla loro pagina ufficiale di Facebook che il gruppo si sarebbe sciolto e che ognuno avrebbe proseguito la propria carriera in modo indipendente; essi paragonarono l'interruzione dell'attività della band all'esplosione di una supernova dicendo: "Il momento sta arrivando e qualcosa ci sta dividendo e moltiplicando per nuove ragioni".

### 2019-presente: Ritorno e pubblicazione dei nuovi singoli
Nel 2019, malgrado il periodo di pausa annunciato nell'estate del 2016, la boy band decide di riformarsi e performare per un nuovo video. Sorprendentemente i Kazaky pubblicano il loro primo singolo il 24 giugno 2019, dopo oltre tre anni di inattività, dal titolo Push. Nel videoclip compaiono oltre ad Artur Gaspar, Kyryll Fedorenko e Artemy Lazarev anche due nuovi membri. Nei commenti del loro video su YouTube i Kazaky postano un messaggio di ringraziamento per il sostegno e l'affetto dei fan che hanno contribuito alla crescita e fama del gruppo, aggiungendo inoltre che avrebbero rilasciato altri singoli. Vengono pubblicati successivamente Inside My Body, Hands Up, We Should Be Like No One Else e Fucking Beautiful.

## Formazione
- Artur Samvelovich Gasparyan in arte Artur Gaspar
- Kyryll Vladimirovič Fedorenko
- Artemy Lazarev
- Vlad Koval
- Evgeny Goncharenko

Ex membri
- Francesco Borgato
- Stas Pavlov
- Oleg Zhezhel

## Discografia

### Album
- 2012 – The Hills Chronicles
- 2013 – I like it (Part 1)
- 2013 – I like it (Part 2)

### EP
- 2010 – In The Middle
- 2011 – Dance For Change

### Singoli
- 2010 – In The Middle
- 2011 – Love
- 2011 – I'm Just a Dancer
- 2011 – Time
- 2012 – Dance and Change
- 2012 – I Can't Stop
- 2012 – Barcelona
- 2012 – Last Night
- 2013 – Crazy Law
- 2013 – Touch me
- 2013 – Doesn't matter
- 2014 – Magic Pie
- 2014 – The Sun
- 2014 – Pulse
- 2015 – What you gonna do
- 2015 – Milk-Choc
- 2019 – Push

### Video
- 2010 – In The Middle
- 2011 – Love
- 2011 – I'm Just a Dancer
- 2011 – Time
- 2012 – Dance and Change
- 2012 – I Can't Stop
- 2012 – Last Night
- 2013 – Crazy Law
- 2013 – Touch me
- 2013 – Doesn't matter
- 2014 – Magic Pie
- 2014 – The Sun
- 2014 – Pulse
- 2015 – What you gonna do
- 2015 – Milk-Choc
- 2019 – Push